# The Cat and the Canary (Lied)
The Cat and the Canary ist ein Song von Jay Livingston (Musik) und Ray Evans (Text), der 1944 veröffentlicht wurde.
Livingston und Evans schrieben The Cat and the Canary 1944 für Johnny Mercer und dessen Radioshow Chesterfield Music Shop. Im Song stand the cat für einen Jazzmusiker und the canary eine Bandsängerin.
Verwendung fand der Song schließlich in dem Kriminalfilmdrama Why Girls Leave Home (1945, Regie: William Berke), mit Lola Lane, Sheldon Leonard und Pamela Blake in den Hauptrollen. Der Johnny-Mercer-Song erhielt 1946 eine Oscar-Nominierung in der Kategorie Bester Song.